# 波特 (阿肯色州)
波特（英語：Potter）是位於美國阿肯色州波爾克縣的一個非建制地區。該地的面積和人口皆未知。

## 地理
波特的座標為34°33′13″N 94°20′21″W / 34.55361°N 94.33917°W，而該地的平均海拔高度為284米（即932英尺）。